# Carlos Viver
Carlos Viver Arza  (Granollers, España, 24 de abril de 1973) es un exjugador de balonmano español de la Liga Asobal. Actualmente es el anteriormente del Fraikin BM Granollers y el KH-7 BM Granollers en la Liga Asobal.
Jugador de dilatada carrera en la liga Asobal, debutó en el club de su vida, el BM Granollers y es allí donde ha pasado toda su trayectoria a excepción de la temporada 1999-00 que pasó al SD Teucro gallego. Jugador que destacó por su visión de juego e inteligencia, ha superado los 1000 goles (en total 1150) en liga siendo capitán del equipo vallesano.
En 2008, a la edad de 35 años, finalizó su contrato con el club que lo vio crecer. La directiva del BM Granollers no le ofreció la renovación.
Durante la temporada 2013-14, Viver dirigió al primer equipo femenino del BM Granollers consiguiendo la Copa Catalana y el ascenso a la División de Honor femenina. Hasta 2017 fue el entrenador del primer equipo del Fraikin BM. Granollers, de la Liga Asobal. 
En 2017 se convirtió en el entrenador de la Selección femenina de balonmano de España sustituyendo a Jorge Dueñas,  tras 4 años y medio en el cargo en septiembre de 2021 fue sustituido por José Ignacio Prades.

## Trayectoria
| \| Carlos Viver Arza \| \| \| \| \| \| \| \| \| \| TEMP. \| Club \| P.J. \| G.T. \| L.T. \| % \| 7m \| L.7m \| %7m \| \| 1991-92 \| BM Granollers B \| - \| 22 \| 35 \| 63 \| 0 \| 0 \| 0 \| \| 1991-92 \| BM Granollers \| 22 \| 5 \| - \| - \| 0 \| 0 \| 0 \| \| 1992-93 \| BM Granollers \| 29 \| 24 \| 45 \| 53 \| 0 \| 0 \| 0 \| \| 1993-94 \| BM Granollers \| 20 \| 22 \| 35 \| 63 \| 0 \| 0 \| 0 \| \| 1994-95 \| BM Granollers \| 27 \| 135 \| 182 \| 69 \| 0 \| 0 \| 0 \| \| 1995-96 \| BM Granollers \| 7 \| 17 \| 24 \| 71 \| 0 \| 0 \| 0 \| \| 1996-97 \| BM Granollers \| 29 \| 80 \| 139 \| 58 \| 0 \| 2 \| 0 \| \| 1997-98 \| BM Granollers \| 22 \| 82 \| 126 \| 65 \| 0 \| 0 \| 0 \| \| 1998-99 \| BM Granollers \| 13 \| 36 \| 58 \| 62 \| 0 \| 0 \| 0 \| \| 1999-00 \| SD Teucro \| 28 \| 135 \| 199 \| 68 \| 49 \| 66 \| 74 \| \| 2000-01 \| BM Granollers \| 26 \| 73 \| 98 \| 74 \| 10 \| 15 \| 67 \| \| 2001-02 \| BM Granollers \| 25 \| 77 \| 99 \| 78 \| 6 \| 11 \| 55 \| \| 2002-03 \| BM Granollers \| 26 \| 54 \| 93 \| 58 \| 2 \| 2 \| 100 \| \| 2003-04 \| BM Granollers \| 30 \| 89 \| 128 \| 70 \| 2 \| 4 \| 50 \| \| 2004-05 \| BM Granollers \| 23 \| 74 \| 123 \| 60 \| 1 \| 1 \| 100 \| \| 2005-06 \| BM Granollers \| 30 \| 102 \| 153 \| 67 \| 3 \| 6 \| 50 \| \| 2006-07 \| BM Granollers \| 24 \| 59 \| 96 \| 62 \| 0 \| 0 \| 0 \| \| 2007-08 \| BM Granollers \| 27 \| 69 \| 100 \| 69 \| 0 \| 1 \| 0 \| | - Temp.: Temporada - Club: Equipo en el que milita - P.J.: Partidos Jugados - G.T.: Goles totales marcados en la liga Asobal - L.T.: Lanzamientos totales - %: Efectividad de lanzamiento - 7m: Goles marcados de penalti - L.7m: Lanzamientos de penalti - %7m: Efectividad en los lanzamientos de penalti |      |      |      |    |    |      |     |
| Carlos Viver Arza | |      |      |      |    |    |      |     |
| TEMP. | Club | P.J. | G.T. | L.T. | %  | 7m | L.7m | %7m |
| 1991-92 | BM Granollers B | -    | 22   | 35   | 63 | 0  | 0    | 0   |
| 1991-92 | BM Granollers | 22   | 5    | -    | -  | 0  | 0    | 0   |
| 1992-93 | BM Granollers | 29   | 24   | 45   | 53 | 0  | 0    | 0   |
| 1993-94 | BM Granollers | 20   | 22   | 35   | 63 | 0  | 0    | 0   |
| 1994-95 | BM Granollers | 27   | 135  | 182  | 69 | 0  | 0    | 0   |
| 1995-96 | BM Granollers | 7    | 17   | 24   | 71 | 0  | 0    | 0   |
| 1996-97 | BM Granollers | 29   | 80   | 139  | 58 | 0  | 2    | 0   |
| 1997-98 | BM Granollers | 22   | 82   | 126  | 65 | 0  | 0    | 0   |
| 1998-99 | BM Granollers | 13   | 36   | 58   | 62 | 0  | 0    | 0   |
| 1999-00 | SD Teucro | 28   | 135  | 199  | 68 | 49 | 66   | 74  |
| 2000-01 | BM Granollers | 26   | 73   | 98   | 74 | 10 | 15   | 67  |
| 2001-02 | BM Granollers | 25   | 77   | 99   | 78 | 6  | 11   | 55  |
| 2002-03 | BM Granollers | 26   | 54   | 93   | 58 | 2  | 2    | 100 |
| 2003-04 | BM Granollers | 30   | 89   | 128  | 70 | 2  | 4    | 50  |
| 2004-05 | BM Granollers | 23   | 74   | 123  | 60 | 1  | 1    | 100 |
| 2005-06 | BM Granollers | 30   | 102  | 153  | 67 | 3  | 6    | 50  |
| 2006-07 | BM Granollers | 24   | 59   | 96   | 62 | 0  | 0    | 0   |
| 2007-08 | BM Granollers | 27   | 69   | 100  | 69 | 0  | 1    | 0   |

## Palmarés individual
- Ha superado los 1000 goles en la liga Asobal
- Jugador del BM Granollers que más partidos ha disputado en competición europea.
- Representante del BM Granollers en el partido de las estrellas 2008.

## Palmarés selección
- 6 partidos con la selección de España
- 20 partidos con la selección júnior de España

## Palmarés clubes
- 2 Copa EHF: 1994-95 y 1995-96
- 1 Copa Asobal: 1993-94

- Datos: Q5752110